# سانخورخادا
محاولة الانقلاب في إسبانيا 1932 وسميت سانخورخادا (بالإسبانية: La Sanjurjada)‏ هو انقلاب عسكري في إسبانيا يوم 10 أغسطس 1932. كان يهدف إلى الإطاحة بالحكومة ولكن ليس بالضرورة الإطاحة بالجمهورية. وبعد اشتباكات قصيرة قمعت بسهولة في مدريد. ولم تجرى أي اصطدام آخر باستثناء إشبيلية، حيث تولى قائد المتمردين المحليين الجنرال خوسي سانخورخو السيطرة لمدة 24 ساعة تقريبًا لكنه اعترف بالهزيمة عندما واجه رد فعل حكومي حازم. نظرًا لنجاحه القصير والاهتمامات التي جرت أثناء المحاكمات التالية، تمت تسمية الانقلاب باسمه لاحقًا.

## البداية

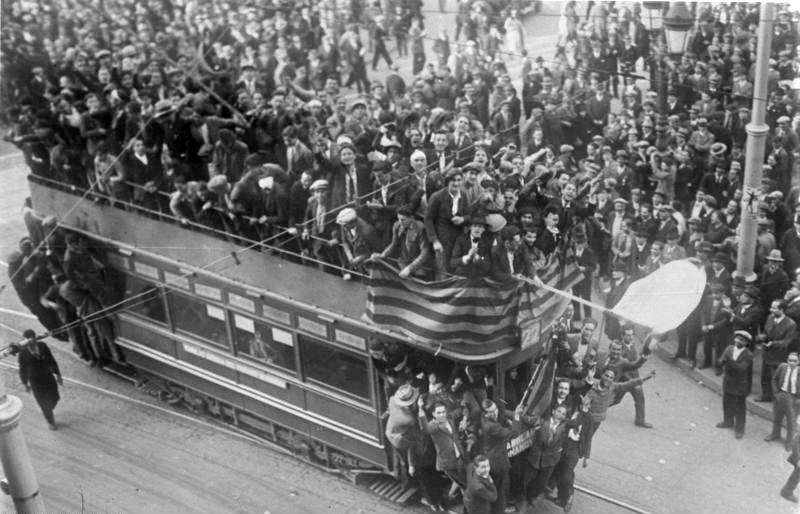
إعلان الجمهورية سنة 1931

استقبل الجيش الإسباني مجيء الجمهورية بقليل من الحماس، ولكن لم يكن له أي عداء. وكانت جموع الضباط تميل إلى أن يكون الحكم ملكيًا أكثر من كونه جمهوريًا ومحافظًا أكثر من ليبراليًا، وفي السنوات الأخيرة من الديكتاتورية التي أضرت بالجيش وشوهت سمعته، فضل معظم العسكريين الابتعاد عن السياسة. ولكن عندما تم وضع النظام الجديد على مسار يساري بحزم وبدأ في استهداف الجيش للإصلاح الجاد، بدأت أصوات المعارضة ترتفع. فقد هدفت سلسلة الإصلاحات التي أدخلها رئيس الوزراء ووزير الحرب مانويل أثانيا منذ 1931 إلى تقليص أعداد الضباط المتضخم والإصلاح الهيكلي للجيش ووضعه تحت السيطرة المدنية. وقد واجهت الحكومة معارضتها بقليل من الاعتقالات، وقامت بعدد من التعيينات الشخصية وبعض اللوائح الجديدة التي شددت قبضتها على الجيش.
هناك القليل من الدلائل على أن المعارضة المتزايدة بين بعض الجنرالات غذتها الخلافات السياسية المستمرة، لا سيما مشاكل الإصلاح الزراعي، والمشاكل بين الدولة والكنيسة، وإعادة تحديد لوائح العمل وطموحات القومية المحيطية. كان السياسيون هم الذين حاولوا الاعتماد على الجيش، وبعضهم من الملكيين الفونسيين من الدرجة الثانية، وبعضهم من الجمهوريين وبعضهم من الكارليين.وقد ميز عالم معاصر بين 3 مجموعات ضغط مختلفة لها 3 مسارات: تمرد دستوري يهدف إلى تثبيت نظام جديد أقل راديكالية، وانقلاب يؤدي إلى استعادة الملكية وتصحيح تقني للجمهورية. بينما أشار مؤلف آخر أن هناك فرعين: أحدهما ألفونسي والآخر دستوري، على الرغم من أن كل ذلك كان في البداية ثانويًا إلى حد ما بسبب الطبيعة المؤسسية بعدم الرضا المتزايد.

## المؤامرة وإيقافها

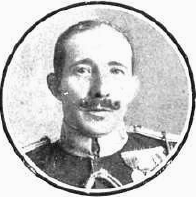
إميليو باريرا

ناقش عدد من الضباط أواخر 1931 صنع انقلاب عسكري. وفي صيف 1932 كانت المحادثات المنفردة وفي الأماكن العامة عبارة عن سلسلة فضفاضة من الاجتماعات. وكان المتآمرون الذين يشغلون أعلى المناصب هم رئيس الأركان مانويل جوديد ورئيس حرس الحدود خوسيه سانخورخو؛ وقادة لوحدات ميدانية أو حاميات، مثل الجنرالات إميليو فرنانديز بيريز وميغيل بونتي ومانويل غونزاليس كاراسكو وخوسيه فرنانديز دي فيلا أبرييل رافائيل فيليجاس وخوسيه غونزاليس فرنانديز. وكان المتآمرون المتبقون هم الجنرالان المتقاعدان خوسيه كافالكانتي وإميليو باريرا، وبعض الضباط من الرتب الدنيا، وبعض السياسيين من الدرجة الثانية وعلى رأسهم مانويل بورغوس إي مازو، ومعهم عدد قليل من أباطرة الصناعة.
هناك عدد من الشخصيات السياسية ذات الثقل على الأقل كانت على دراية بالمؤامرة إلا انهم اتخذوا موقفا غامضا، وأهمهم أليخاندرو ليروكس وميلكياديس ألفاريز. البعض كانوا يعلمون ولكنهم رفضوا بوضوح المشاركة ولم يتخذوا أي إجراء ضد المتآمرين. رفض زعيم يمين الوسط الناشئ خوسيه ماريا جيل روبليس الخطة من البداية وانسحبت القائمة التنفيذية الكارلية من محادثات غير رسمية بسبب ميليشيا ريجيتا، على الرغم من تعهد بعضهم بدعم فردي. بلغت المؤامرة ذروتها في اجتماع عُقد في 8 أغسطس في مدريد عندما تم اتخاذ القرار النهائي بالتصرف.
بسبب الانضباط الفضفاض بين المتآمرين أصبحت محادثاتهم نوعًا من السر العلني؛ كانت الحكومة على علم بالتآمر أيضًا بفضل شبكة متطورة من المخبرين. رأى مانويل أثانيا أن المتآمرين يفتقرون إلى دعم واسع النطاق وأنه بدلاً من شن ضربة وقائية، سيكون من الأفضل السماح للانقلاب بالكشف عن نفسه، ونصب فخ لهم. بصرف النظر عن التأكد من أن القادة الموالين كانوا في حالة تأهب وتمركزت الوحدات الموالية بالقرب من النقاط الرئيسية. وفي أواخر يوليو قام بإراحة عدد من ضباط القيادة العليا وبينهم من أعضاء التآمر عقب حادثة كارابانتشيل. استقال جوديد من نفسه في عمل تضامني، وحل محله رئيس أركان جديد مخلص للجمهورية بالكامل. وفي 9 أغسطس أُبلغ أثانيا بالقرار الذي اتخذه المتآمرون في اليوم السابق؛ لقد حذر الجنرالات في عواصم المحافظات مثل سرقسطة وبرشلونة وقادس، وتأكدوا من وجود وحدات أمنية موالية بالقرب من وزارة الحرب.

## خطة المتمردين

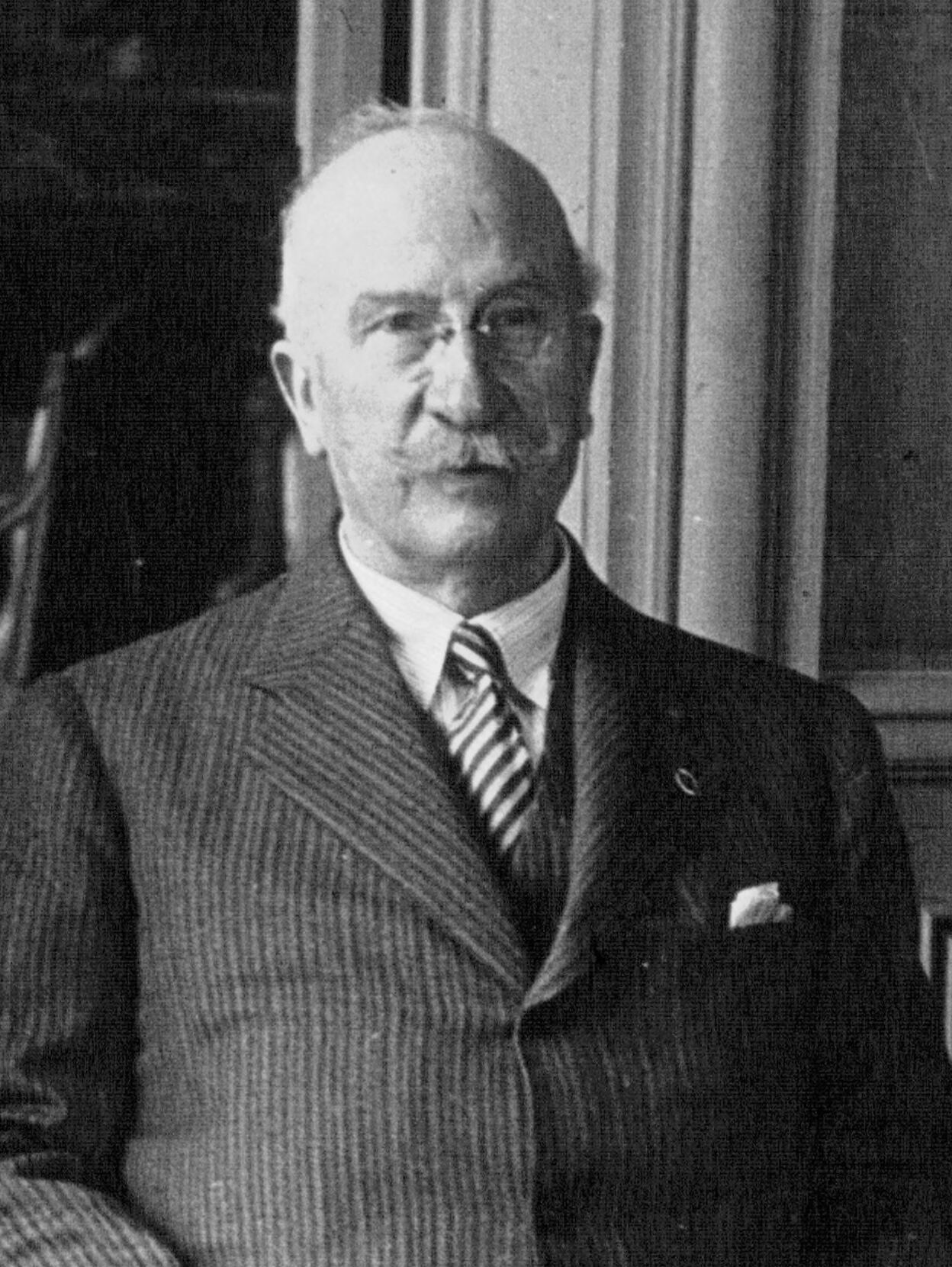
أليخاندرو ليروكس

اعتمدت خطة المتمردين أن يقوم بعض الضباط المحددين بمبادرة حاسمة في الحاميات الرئيسية؛ وسيكون باريرا بمثابة السلطة العسكرية العليا. واعتمد المتآمرون في مدريد على فوجين للمشاة وفوجين من سلاح الفرسان ووحدات مساعدة أصغر ووحدة من الحرس المدني. كان من المفترض أن تسيطر الوحدات الفرعية المنفصلة على مبنى وزارة الحربية، وتعلن حالة الطوارئ وتنتقل إلى الاستيلاء على المواقع الرئيسية الأخرى في العاصمة. وفي الوقت نفسه، كُلف متآمرون عسكريون آخرون بالسيطرة على عدد من الحاميات الإقليمية، أهمها في إشبيلية وبنبلونة وبلد الوليد وغرناطة وقادس؛ وكان من المفترض في حالة الجمود في مدريد أن يرسلوا تعزيزات المتمردين إليها. لم يتوقع المتمردون معارضة كبرى. لقد افترضوا أن الحكومة ستستسلم، وسيتم سحق العمال المتشددين قبل أن يتمكنوا من التحرك وسيظل معظم الجيش سلبياً. والمتوقع أن يكون هناك القليل من سفك الدماء. على الرغم من أن بعض العسكريين اعتقدوا أن الخطة هي أسلوب قديم عائد للقرن التاسع عشر، إلا أن آخرين اعتبروا مكانة بعض المشاركين مثل سانخورخو وباريرا عمل كاف لجذب الجيش.
وطلب المتآمرون في أبريل 1932 دعما من إيطاليا الفاشية. وتحدث مبعوثهم خوان أنسالدو مع إيتالو بالبو. لا يُعرف الكثير عن نتائج تلك المحادثات؛ ويزعم بعض المؤلفين أن أنسالدو قد تم وعده بـ 200 مدفع رشاش ويشير البعض إلى أنه قد استلم فعليا الشحنة الإيطالية؛ لم يتم التأكد من ذلك، بالإضافة إلى أنه لم يكن هناك أي تأثير أجنبي على التطورات المستقبلية.
وفق ذلك، لم تكن الرؤية السياسية للمتآمرين واضحة. حيث ظهرت العديد من النزاعات بين المتآمرين، ومن بينها تلك التي نشأت خلال مرحلة التخطيط، كان الصراع الأساسي هو بين الملكيين والجمهوريين، الأول برئاسة باريرا والثاني يرأسه غود. وإن بدت السيادة للجمهوريين. تصور معظم المتآمرين أن الانقلاب يهدف إلى الإطاحة بالحكومة وليس بالجمهورية. تم الاتفاق على حل وسط عملي غامض؛ وهو بعد نجاح الانقلاب، سيشكل باريرا لجنة تتولى السلطة العليا برئاسته مع كافالكانتي وفرنانديز بيريز. كانت مهمتهم هي استعادة النظام العام. أما ماسيحدث بعد ذلك فلم يكن واضحا. وطبقًا لبعض المؤرخين، فقد خطط المتآمرون لاستبدال حكومة أثانيا بحكومة يرأسها سياسي أكثر اعتدالًا، وعلى الأرجح ليروكس. ووفقًا للآخرين كان من المفترض أن تنظم السلطة العسكرية المؤقتة انتخابات لكورتيس تأسيسي؛ ولايعلم إن كان ذلك سيؤدي إلى استعادة ملكية أم لا.

## الانقلاب في مدريد

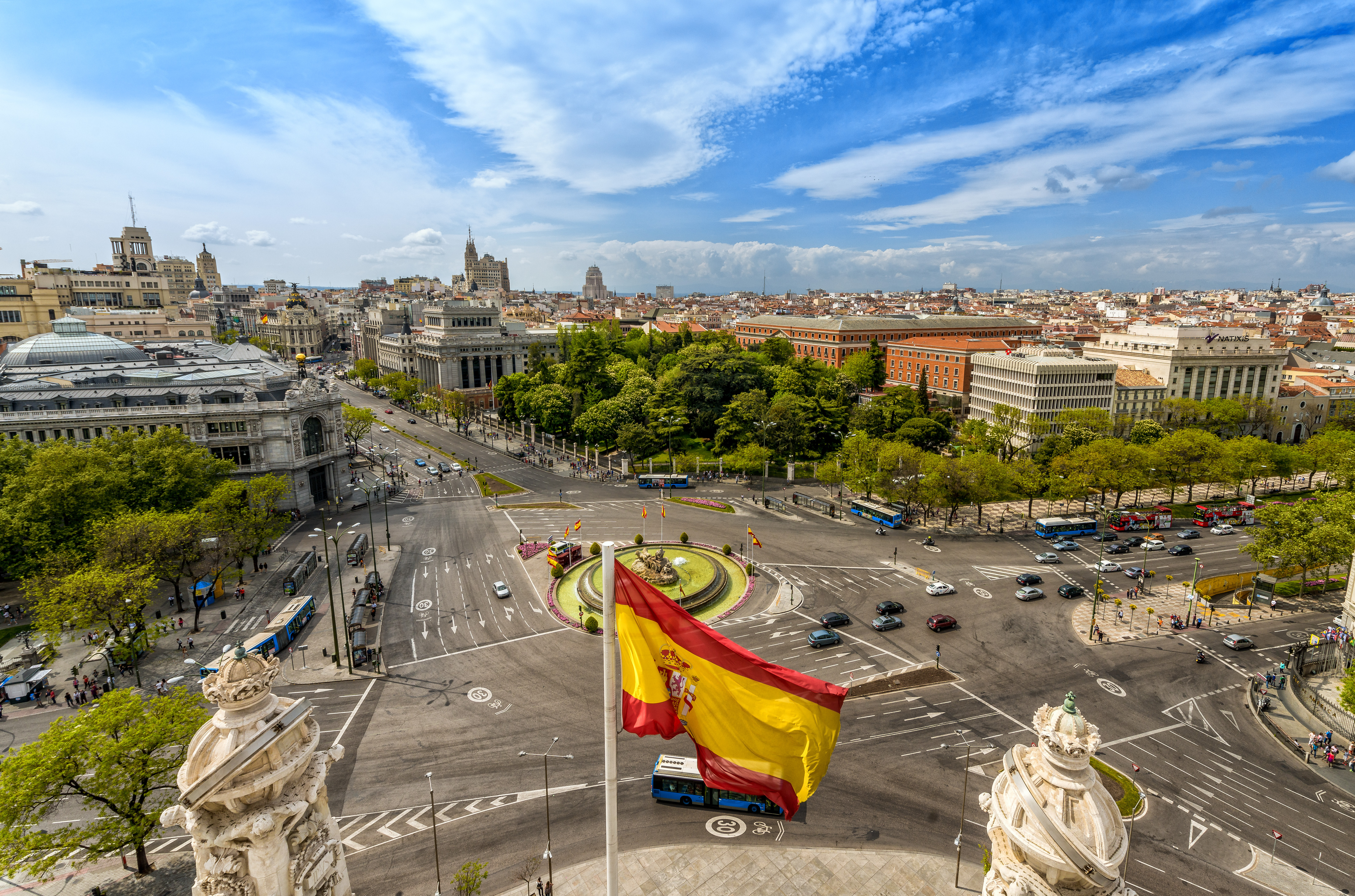
ساحة سيبليس، المنطقة الرئيسية للانقلاب. مبنى وزارة الدفاع بالأحمر بالخلفية اليمنى.

كان المتآمرون على دراية بطبيعة خطتهم المبسطة، ولكن خوفهم من تأخير التنفيذ سيؤدي إلى اعتقالات ويقضي على هيكل القيادة؛ لذلك حددت لحظة التمرد في الساعة 4 صباحًا يوم 10 أغسطس 1932. أثناء الليل وضع باريرا وكافالكانتي وفرنانديز بيريز أنفسهم في أحد المباني المجاورة لوزارة الحرب. على الرغم من الخطة، لم تظهر أي وحدة عسكرية منظمة في ساعات الصباح الباكر في المكان؛ بدلاً من ذلك حاولت مجموعات فضفاضة من حوالي 100 ضابط ومدني دخول المبنى من المدخل الخلفي لممشى جانبي. فأطلق الحراس عليهم النار فأجبروهم على الانسحاب. ثم دخلت مجموعة أخرى أصغر من المتمردين غير المنظمين أيضا مبنى قصر الاتصالات على أمل تولي قيادة الحرس المدني المتمركزة هناك، لكن بعضهم تم أسرهم وانسحب الآخرون.
لم تتحرك أي من أفواج المشاة والفرسان التي كان من المفترض أن تثور. والتي ثارت من الوحدات الفرعية كانت الخيالة الاحتياط؛ خرجت وحدتها التي تضم 70 جنديًا بقيادة العقيد مارتينيز دي بانيوس من الثكنات باتجاه طريق باسيو دي لا كاستيلانا، حيث انضم إليهم المسلحين الذين انسحبوا من المحاولات الفاشلة السابقة؛ فازدادت المجموعة إلى حوالي 300 رجل. ولكن في ذلك الوقت تمكن العقيد خوان هيرنانديز والنقيب أرتورو مينينديز من مبنى الوزارة من نشر وحدات الحرس المدني وحرس الاقتحام في مواقع دفاعية حول ساحة سيبليس قبل مجيئ المتمردون. واستمر التراشق حوالي 30 دقيقة قبل أن تطبق الوحدات الموالية على المتمردين وأن تتقدم إلى الشوارع المجاورة. أحس المتمردون بالهزيمة وبدوا بالفرار، فأصيب البعض واستسلم معظمهم. شاهد أثانيا تلك الأحداث من الطابق العلوي للوزارة؛ بحلول الساعة 8 صباحًا كان الانقلاب في مدريد قد انتهى.
كما تم الاتفاق في البداية في حالة الفشل غادر باريرا وكافالكانتي وفرنانديز بيريز مخبأهم قبل أن يتم اكتشافهم. فأخذ باريرا طائرة معدة إلى بنبلونة. وبما أن المدينة كانت هادئة فقد توجه إلى بياريتز فأخذ طائرة مسافات طويلة إلى إشبيلية، لكنه لم يتمكن من العودة إلى بنبلونة فتوجه إلى مدريد حيث أمضى الليل فيها. وعلم وقتها أن سانخورخو قد اعتقل، ولكنه كذب الخبر وعاد إلى إشبيلية، وبسبب نقص الوقود هبط في أرض منبسطة ليتزود طياره بالوقود. وفي 12 أغسطس دخل باريرا مدريد متنكرا حيث تمكن من الهروب إلى فرنسا بالباصات وسيارات المارة.

## الانقلاب في المقاطعات

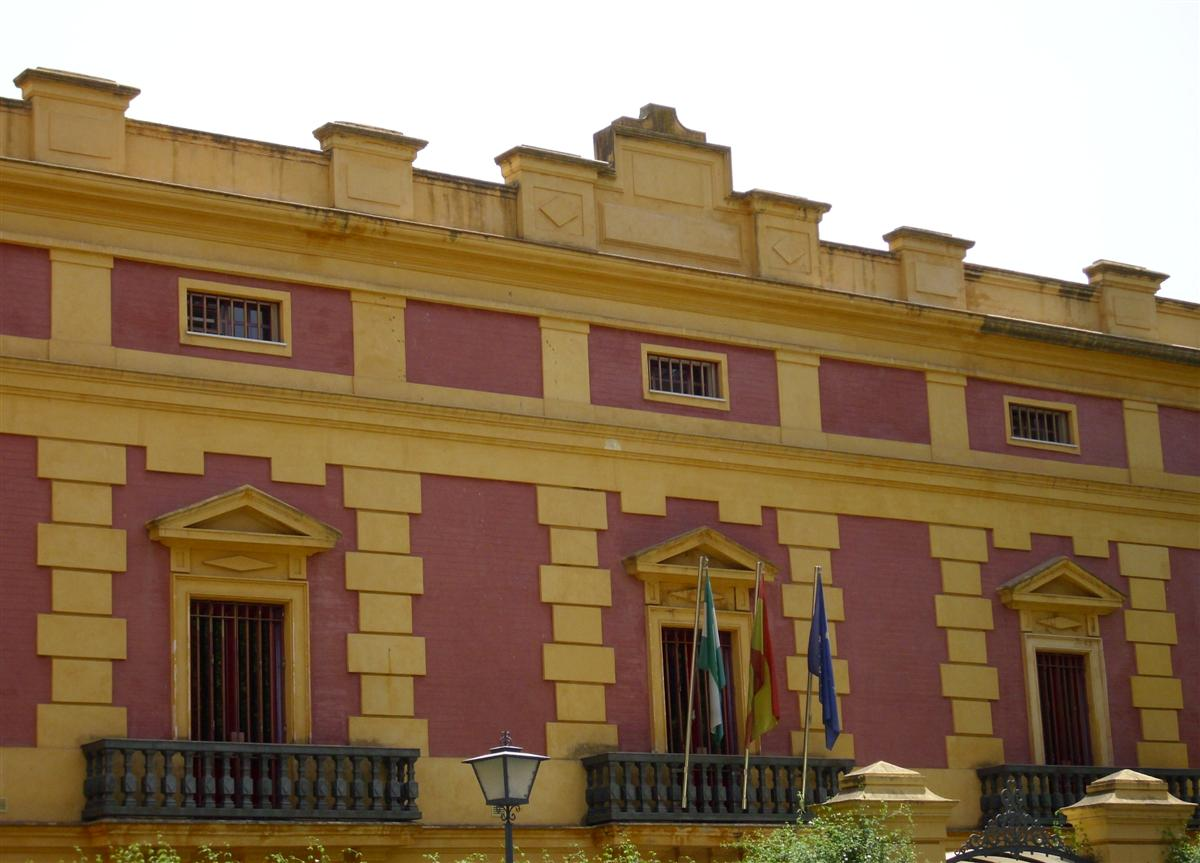
القبطانية العامة، ساحة جافيدا إشبيلية (صورة حديثة)

لم يسحل أي تمرد في أي من الحاميات الإقليمية. أحد الأسباب هو أن قرار الثورة لم يصل إلى بعض المتآمرين المحليين؛ بالإضافة إلى أن كثير منهم ضل متذبذبًا. وفي الواقع فضلوا الانضمام إلى التمرد الناجح بدلاً من المجازفة بالبدء به. ولكن يبقى السبب الرئيسي هو أن شبكة المؤامرة في عواصم المقاطعات كانت بسيطة وأن الحكومة كانت على علم واتخذت خطوات احترازية لها. ففي 9 أغسطس نبه أثانيا جميع قادة المقاطعات الموثوق بهم بشأن الانقلاب المحتمل، مما أدى إلى اتخاذ تدابير إضافية لضمان عدم حدوث أي شيء غير متوقع. نتيجة لذلك وجد الضباط المصممون على التمرد أن البدء به هو بمثابة انتحار.
بصرف النظر عن بعض الأماكن الثانوية مثل مدينة شريش فإن المركز الحضري الرئيسي الوحيد في إسبانيا الذي انتصر فيه الانقلاب كان في إشبيلية. فتمكن سانخورخو من قيادة المتمردين في المدينة، حيث أسس شبكة عملياته في الحامية في يوليو. وبعد مغادرته مدريد بعد ظهر يوم 9 أغسطس وصل إلى إشبيلية حوالي الساعة 5 صباحًا يوم 10 أغسطس. حيث أقام مقره المؤقت في عقار خاص، وأرسل مبعوثين إلى كل من الحاكم المدني والقائد العسكري مطالبا بالامتثال. وهناك روايات متضاربة حول موقفهم: وفقًا للبعض فقد رفضوه، ووفقًا للبعض الآخر اعطوه ردا غامضًا.
في مواجهة مأزق محتمل قرر سانخورخو العمل. فظهر في ساحة إسبانيا مشهودًا به من قبل الحرس المدني المحلي؛ وكذلك فعل مساعده غارسيا ديلا هيران الشيء نفسه في ثكنات زاباتيرو. ومنذ تلك اللحظة انضمت معظم الوحدات في المدينة إليه؛ ثم جرد العقيد بويغدينجولاس وهو من أشد الموالين للحكومة قبل أن يقوم بأي إجراء. وبدون أي معارضة نقل سانخورخو مركز قيادته إلى مبنى القبطانية العامة في بلازا دي لا جافيدا، وأعلن حالة الطوارئ، وأجرى مقابلات صحفية وأصدر بيانًا وبدأ تعيين سلطات مدنية وعسكرية جديدة في المقاطعة. في الساعة العاشرة صباحًا كان مسيطرا بالكامل ومدركًا لفشل مدريد ولكنه لم يتبين له في عواصم المقاطعات الأخرى.

## سيطرة سانخورخو

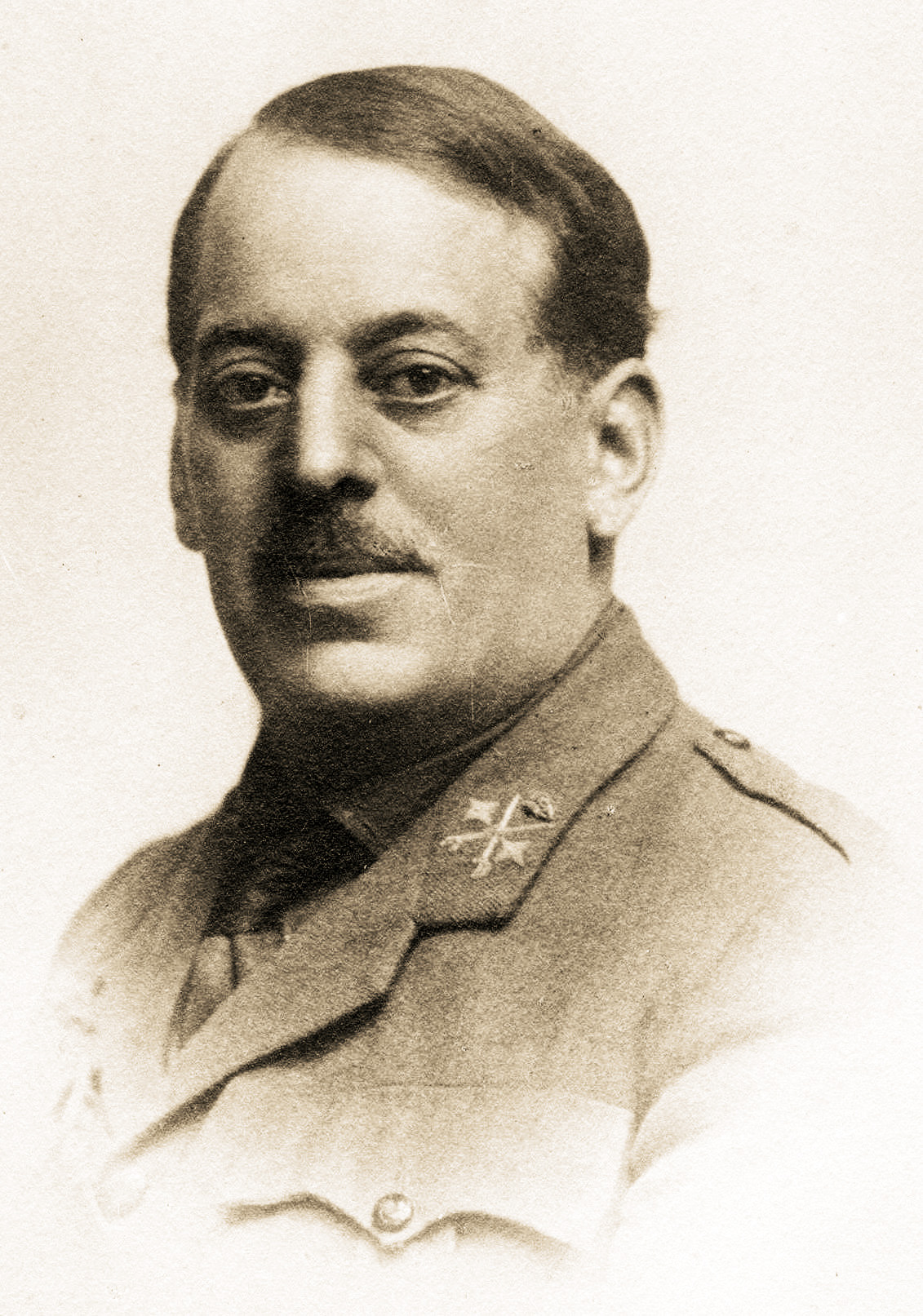
الجنرال سانخورخو

استمرت سيطرة المتمردين على إشبيلية لمدة لا تزيد عن 24 ساعة، وبالتالي فمن الصعب معرفة كيف يكون حكمهم. ومع ذلك فقد اتخذ سانخورخو بعض التدابير التي تسمح بإلقاء نظرة على رؤيته لمستقبل اسبانيا والتي يشار إليها في بعض الأحيان عند الحكم على الميل السياسي للمتمردين وأساسهم الفعلي أو المحتمل.
في صباح يوم 10 أغسطس أصدر بيانًا وهو البيان العلني الوحيد للمتمردين. قام بتحريره خوان بوخول وزُعم أنه على غرار البيان الذي أعده المتمردون الجمهوريون في انتفاضة خاكا سنة 1930. كان اسلوب البيان فخم ومسهب بالأسلوب ولكن غامض ومبهم من حيث المحتوى، انتقد النظام على أساس الظلم الاجتماعي والاستبداد غير المشروع، الذي لا ينتج عنه سوى معاناة الملايين وبؤسهم. وقد أشار بلغة غامضة إلى لوائح الحكم الذاتي فيما يتعلق بالاعتداء على سلامة إسبانيا، وعلى عنف الشوارع فيما يتعلق بالفوضى وحكم المجرمين. وتعهدت الوثيقة بالولاء للنظام الجمهوري، مطالبة إياها بالمسؤولية عن البلد. وذكرت أن الكورتيس لم يكن شرعيا منذ البداية. تعهدت الوثيقة باستعادة النظام والهدوء والعدالة الاجتماعية عن طريق الانضباط وسيادة القانون؛ وأعلن عن تشكيل المجلس العسكري الحاكم المؤقت، الذي سيسلم السلطة إلى برلمان جديد شرعي ينتخبه الشعب. لم تتضمن الوثيقة إشارة واحدة إلى الملكية أو الدين.
وبعدها طرد سانخورخو كل من حاكمي إشبيلية المدني والعسكري؛ أجرى محادثات مع كبار السياسيين المحافظين المحليين فيما يتعلق بحزب العمل الشعبي Acción Popular أو الاتحاد الوطني المنحل. تم ترشيح كريستوبال غونزاليس دي أغيلار ليكون الحاكم المدني الجديد، بينما تم تعيين آخرين إما في رئاسة البلدية وفي بعض المواقع العسكرية الموجودة بالمدينة أو في المناطق الخاضعة للسيطرة. لم يتم تنظيم أي عمل قمعي ممنهج، على الرغم من أنه في فترة ما بعد الظهر تم إرسال الشرطة لتفريق حشد بروليتاري متوجهاً إلى البلدية وهم يهتفون «الموت لسانخورخو!».

## الهزيمة

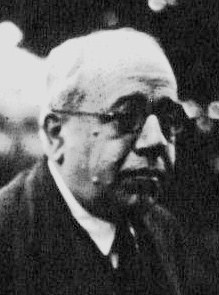
مانويل أثانيا

على الرغم من فقدان الحكومة سيطرتها على إشبيلية، إلا أن أثانيا وموظفيه عازمون على استعادتها. فجمعت لذلك فوجين من المشاة ووحدات المدفعية الأخرى، بقيادة قادة موثوق بهم. وفي وقت مبكر من بعد ظهر يوم 10 أغسطس تم تحميلهم على القطارات من مدريد متجهين نحو العاصمة الأندلسية. وتمركزت كتيبتان أخريان في سبتة، ونقلت طابورين من القوات الأهلية النظامية من إفريقيا إلى قادس، وكذلك نقلت وحدة قاذفات قنابل من برشلونة إلى قرطاجنة. فأصدر قادة الحاميات المجاورة -وبالخصوص قادس- أوامر للتحضير للقتال. وفي المساء بدأت أولى الوحدات الموالية بالانتشار جنوب إشبيلية وأعلنت النقابات العمالية في المدينة عن إضراب عام.
أدرك سانخورخو في نهاية اليوم أن الانقلاب لم يفشل في مدريد فقط ولكن أيضًا في جميع حاميات الأقاليم الأخرى كما علم من قادة الوحدات الحكومية المتجهة نحو إشبيلية. إلا أنه بدا مصمما على محاربة الجيش الحكومي، بسبب موقفه الحاسم والشجاع خلال حروب المغرب حيث لقب بأسد الريف، فأصدر أوامره بالاشتباك. ولكن ومع حلول الليل أدرك أنه معزول وأن الحكومة مصممة على انهاء تمرده، فأصبح موقفه في غاية الصعوبة.
في حوالي الساعة 1 صباحًا من يوم 11 أغسطس قال اثنان من كبار الضباط لسانخورخو أنه في ظل هذه الظروف فهما ليسا مستعدين للانخراط فيما بدا وكأنه صراع الأخوة. طبقًا لأحد المؤلفين فقد أعلن سانخورخو مغادرته لضمان امتثال حامية ولبة، ووفقًا لمؤلف آخر فقد اعترف بالهزيمة وأعفى مرؤوسيه من جميع الالتزامات. بعد ذلك بفترة وجيزة استقل سيارة مع ابنه ومساعده الشخصي الكولونيل إستيبان-انفانتس وغادروا غربًا، باحتمال فرارهم إلى البرتغال. ولكن الثلاثة اعتقلوا بالقرب من ولبة حوالي الساعة 4:30 صباحًا. خلال ساعات الصباح الباكر من 11 أغسطس، استسلمت قوات المتمردين في إشبيلية. مثلما حدث في صباح اليوم السابق عندما كان سانخورخو مسيطرا على المدينة، ولكن لم تطلق أي رصاصة ولم تسجل أي إصابات.

## النتائج والآثار المترتبة

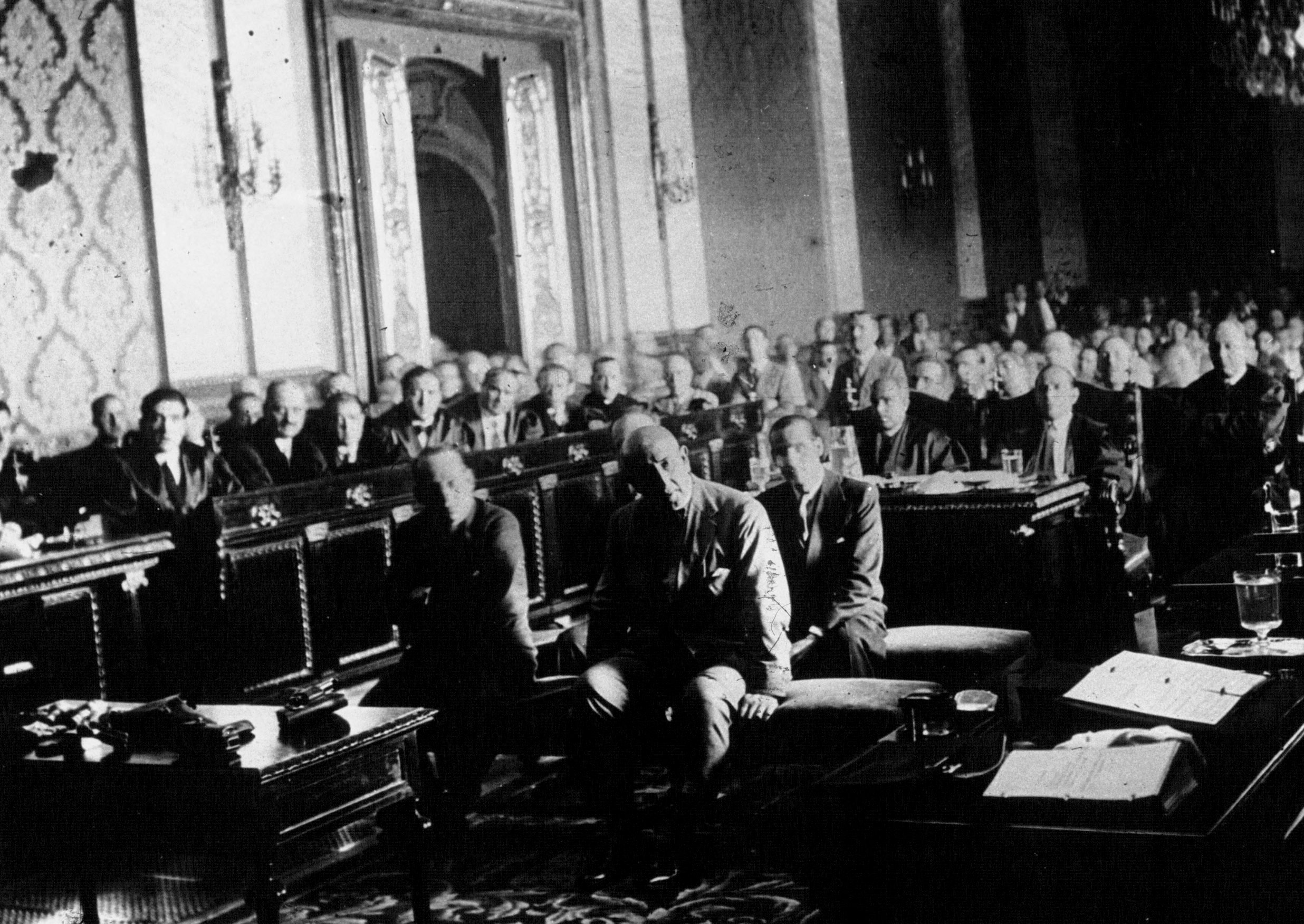
سانخورخو خلال محاكمته

مقارنة بحالات التمرد العنيفة المناهضة للحكومة في الجمهورية الثانية، لم ينتج من الانقلاب أي إراقة دماء ضخمة. أولاً لأن الحكومة كانت تراقب المؤامرة واحتوته قبل أن يتسع، ولكن أيضًا لأن سانخورخو القائد المتمرد الكبير تراجع عندما واجهه منظور الحرب الأهلية. عادة مايتم تقديم العدد الإجمالي للخسائر القاتلة في حدود 10 قتلى، وكلها نتيجة لمصادمات مدريد: وادعت بعض المصادر بأنهم ضابطين و 7 جنود، وفي ادعاء آخر بأنهما مدنيان متمرّدان. أما الجرحى فكان عددهم غير معروف، ربما حوالي 20-30. ونظرًا لعدم استخدام المدفعية لم تحدث أضرار كبيرة.
تمت محاكمة المتآمرين الرئيسيين الذين قبض عليهم: حُكم على إستيبان-إنفانتس بالسجن لمدة 12 عامًا. وعلى جارسيا دي هيريان بالسجن مدى الحياة، وحُكم على سانخورخو بالإعدام. وسرعان ما خففت إلى السجن مدى الحياة. نظرًا لأن النظام القانوني الجمهوري لم يسمح بالمحاكمات الغيابية، فقد مُنع الزعماء الذين فروا من إسبانيا ومنهم باريرا من العودة إلى البلاد وحُكم عليهم بالنفي. وكذلك تم تقديم حوالي 200 ضابط إلى المحاكمة؛ حيث رحل 144 منهم ومعهم بعض المدنيين إلى مقر السجن العسكري الإسباني الأفريقي في فيلا سيسنيروس، واطلق سراح بعضهم أواخر 1933. وكذلك جرد حوالي 300 من الضباط الذين يُعتبرون من المتواطئين غير المشاركين.
تمت مصادرة أملاك 382 أسرة اعتبرت ضالعة في الانقلاب؛ حيث أن جميعهم تقريباً كانوا من أصحاب الأراضي، فأصبحت عقاراتهم خاضعة للإصلاح الزراعي. ولتطبيق التدابير الإدارية المتاحة بموجب القانون الجمهوري، قام حكام المقاطعة المدنيون باحتجاز حوالي 5000 شخص لبضعة أيام أو بضع أسابيع على الأكثر. استغلت الحكومة الانقلاب لقمع معظم مراكز النشاط المناهض للجمهوريين، سواء المتورطة في مؤامرة أم لا: تم إغلاق حوالي 130 صحيفة، عادةً بشكل مؤقت، وأغلقت معظم المباني التابعة للأحزاب والمنظمات المتورطة.
حرص أثانيا على جعل حرس الاقتحام حارسًا جمهوريًا موثوقًا به ومخلصًا لها؛ تم توسيع المكون إلى 10,000. ومن ناحية أخرى تقرر تقليص صلاحيات وزير الحرب وتقسيم السلطة على فروع القوات المسلحة الأخرى: الكاربينيريوس وهو تشكيل حرس حدود وغير متورط في الانقلاب، ولكن منذ فبراير 1932 عندما رأسه سانخورخو تم نقله إلى وزارة المالية. وبالمثل نقل الحرس المدني إلى وزارة الداخلية.

## تأثير طويل الأجل

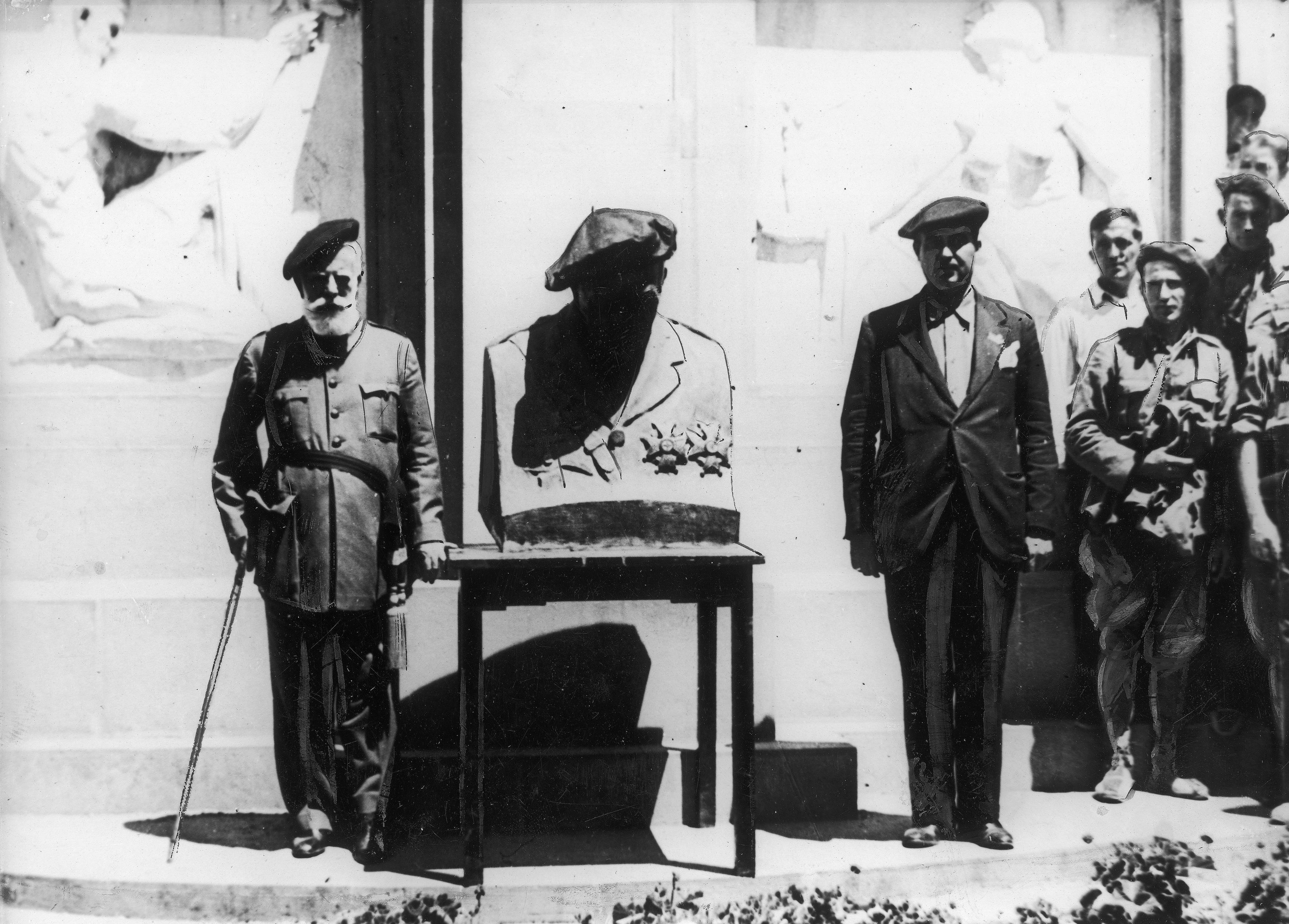
الكشف عن تمثال نصفي لسانخورخو (برغش 1936)

رغم فشل الانقلاب إلا أن نتائجه ساهمت بشكل كبير في تسلسل الأحداث المستقبلية. ربما كانت النتيجة الأكثر أهمية هي زيادة تطرف اليسار؛ ضمنت أن الرجعية لن تتصالح مع النظام الجمهوري نهائيا، وتبنت دعايتهم لهجة طائفية متزايدة وحفزت ميليشيات الحزب. وبما أن العفو عن المتورطين في سانخورخادا كان برنامجًا رئيسيًا لليمين خلال انتخابات 1933، فإن ذلك أدى إلى مزيد من الانقسام الثنائي القطبية في المشهد السياسي.
ازدادت ثقة أثانيا المزدرية للجيش في أن إخفاقاته مثيرة للشفقة، الأمر الذي قد أدى إلى رضاه وثقته بنفسه أمام انقلاب ربيع 1936. ولكن ذلك التمرد قد أضعف ليروكس جدا وبدأ حزبه الراديكالي بالتفكك. وخلص المتآمرون في أن أي محاولة تمرد مستقبلية يجب ألا تعتمد على جنرالات متقاعدين أو من خارج الخدمة، ولكن يجب أن ينظمه ضباط يشغلون مناصب قيادية رئيسية، كما جرى بالفعل بعد 4 سنوات. نظرًا لأن الانقلاب كان يدور حول هزيمة المتمردين العسكريين موالين للجيش، فإن المتآمرين المرتقبين سيكونون مركَّزين على الجيش؛ تجاهلوا إمكانات المقاومة الشعبية، والتي أثبتت في 1936 أنها حاسمة في معارضة المتمردين. وبالنسبة لجيل روبليس فإن سانخورخو أثبتت عدم فعالية الوسائل العنيفة والأفضل هو الميل لتعزيز المسار الدستوري التي تتبعها لاحقا من خلال سيدا. كان الحسم الناجح في صد المتمردين قد أعطى ارتورو منينديز ثقة مفرطة في مذبحة كاساس فايخاس بعد نصف عام. أخيرًا وليس آخرًا جعلت تلك الأحداث من سانخورخو بطل رمزي للمؤامرة التالية، فأعطي له لقب الزعيم الاسمي لانقلاب 1936.
هناك آراء متضاربة حول تأثير الانقلاب على المدى الطويل على استقرار الجمهورية. فأكد بعض المؤلفين أنه عزز النظام وساعد على توحيد القوى الداعمة له. بنما فند آخرون أن الانقلاب وسماح أثانيا له بالتطور أضعف الجمهورية من خلال هز قارب السياسة الإسبانية غير المستقر فعليا. وتلك هي أول محاولة كبرى ضد النظام الدستوري الجمهوري -الاعتقاد أنها لم تكن ضد الجمهورية - وسرعان ماثبتت أنها نقطة مرجعية لليمين واليسار، حيث خطط الجانبان لمشاريعهما التخريبية. هناك طلاب يقارنون سانخورخادا بالمصطلح الإسباني في القرن التاسع عشر: تمرد عسكري للجيش أو (بالإسبانية: Pronunciamiento)‏ الغامض سياسياً وبريتوريانية المفهوم مع استعادة النظام ليكون مبرر رئيسي ولا يوجد حشد شعبي مشترك. يرى البعض الآخر أنه تكوين مسبق لانقلاب عام 1936 إن لم تكن الحرب الأهلية نفسها. في التأريخ الماركسي يُعرض الانقلاب على أنه محاولة معادية للثورة بتمويل من الأوليغارشية من ملاك الأراضي، على الرغم من أن سانخورخادا اصطفت في العديد من الأعمال العلمية الأخرى في تاريخ من العنف اليميني، وبنكهة قوية من الاتجاهات الاستبدادية. هناك علماء اعتبروا عمل سانخورخو نقطة انطلاق إلى الفاشية.